# 바를레타 1922
아소차치오네 스포르티바 딜레탄티스티카 바를레타 1922(Associazione Sportiva Dilettantistica Barletta 1922)는 이탈리아 풀리아주에 있는 바를레타를 연고로 하는 축구단으로, 흔히 바를레타로 줄여 부른다. 현재 레가 프로 프리마 디비시오네에 참가중이다.

## 역사
1922년에 창단되었다.
클럽의 전성기 시절에, 그들은 세리에 B 1987-88 시즌부터 1990-91 시즌까지 잔류하였다.
2007–08 시즌에 팀은 세리에 D에 있었고, 조르네 H에서 승격 플레이오프권이 주어지는 2위로 시즌을 마감하였다. 바를레타는 플레이오프 조별예선에 참가하는 9개의 팀중에 하나였지만, 그룹에서 2위를 차지하며 준결승에 진출을 실패하였다. 하지만 세 그룹에 2위중에서 최고의 성적을 거뒀기에, 특별히 레가 프로 프리마 디비시오네로 승격하였다.

## 역대 감독
| 감독              | 임기        |
| ----------------- | ----------- |
| 마리오 코르소     | 1989 ~ 1990 |
| 파올로 스트린가라 | 2012        |